# ارنی فرناندز
ارنی فرناندز (انگلیسی: Ernie Fernandez؛ زاده ۸ ژوئن ۱۹۶۰) یک تنیس‌باز اهل پورتو ریکو است.